# شاهرود (مقاطعة فومن)
شاهرود (بالفارسية: شاهرود) هي قرية تقع في قسم غوراببس الريفي في إيران.